# Nikola Čuturilo

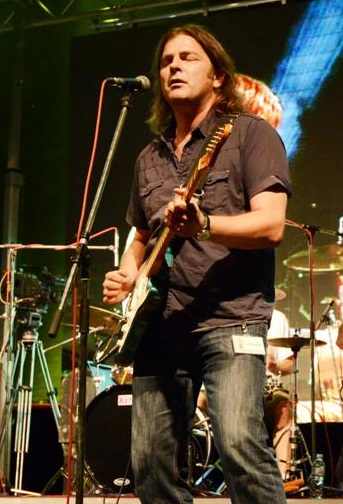
Nikola Čuturilo beim Rockwood Festival 2013 in Devojački Bunar, Serbien

Nikola Čuturilo (serbisch-kyrillisch Никола Чутурило) (* 9. Juli 1962), auch bekannt als Čutura (serbisch-kyrillisch Чутура, trans. Water-bottle), ist ein serbischer Rockmusiker und Komponist.
Er wurde zuerst bekannt als Gitarrist der Band Riblja čorba, später durch seine zahlreichen Solowerke. Nikola Čuturilo lebt und arbeitet in Belgrad.

## Leben

### Frühe Karriere
Čuturilo begann seine Karriere als Teenager 1976 als Gitarrist der Band Kredit.
Später spielte er bei Paviljon und wurde danach Mitglied bei Bicikl, Siluete und weiteren Bands.

### Riblja Čorba
Im September 1984 stieg Čuturilo bei Riblja čorba ein. Er und Vidoja „Džindžer“ Božinović waren das neue Riblja Čorba Gitarren-Duo. Čuturilo blieb 5 Jahre bei Riblja Čorba; er wirkte mit an den Alben Istina (Truth; 1985), Osmi nervni slom (Eighth Nervous Breakdown; 1986), Ujed za dušu (Soul Bite; 1987) and Priča o ljubavi obično ugnjavi (Talking About Love Is Usually Annoying; 1988).

### Solokarriere
Čuturilo veröffentlichte sein erstes Soloalbum 9 lakih komada (9 Easy Pieces) 1988. Er schrieb alle Lieder selbst, sang und spielte Gitarre. Mit der Laki Band veröffentlichte Čuturilo 1989 sein zweites Album.
Er komponiert und textet außerdem für Theateraufführungen und TV-Produktionen.

## Diskografie

### Bicikl

#### Singles
- 1981: Palanačka hronika / Dečja pesma

### Zamba

#### Studioalben
- 1983: Udarac nisko

#### Singles
- 1983: Zašto ideš s njim / Nesvesno zaljubljen

### Riblja Čorba

#### Studioalben
- 1985: Istina
- 1986: Osmi nervni slom
- 1987: Ujed za dušu
- 1988: Priča o ljubavi obično ugnjavi

#### Livealben
- 1995: Nema laži, nema prevare – Uživo, Zagreb '85
- 1996: Od Vardara pa do Triglava
- 2012: Koncert za brigadire

### Mit Arsen Dedić und Bora Đorđević
- 1987: Arsen & Bora Čorba Unplugged '87

### Solo

#### Studioalben
- 1988: 9 lakih komada
- 1989: Raskršće
- 1991: Rekom ljubavi
- 1998: I.D.
- 2006: Nemir
- 2012: Tu i sad
- 2014: Neko kao ja

#### Singles
- 1991: Molitva za Magdalenu

## Leben
- Petar Janjatović: Ex YU rock enciklopedija. 1960–2006. 2. dopunjeno izdanje. P. Janjatović, Beograd 2007, ISBN 978-86-905317-1-4.
- Mirko Jakovljević: Riblja čorba (= Yu rock legende. Band 1). Legenda, Čačak 2002, ISBN 86-83525-39-2.